# Príncep hereu
El príncep de la corona o princesa hereva és l'aparent hereu o hereva al tron en una monarquia reial o imperial. L'esposa d'un príncep de la corona és també titulada princesa hereva.